# José Poveda Escribano
José Poveda Escribano (Elche, 1818-1885) fue un catedrático y político español. Desde niño residió en Alicante, se licenció en Derecho y desde 1857 hasta su muerte fue catedrático de Economía Política y Legislación Mercantil del Instituto de Enseñanza Secundaria de Alicante.
Miembro destacado del Partido Progresista, colaboró en los diarios El Porvenir (1858-1861), La Tertulia (1871-1873) y La Libertad (1883) y participó activamente en la revolución de 1868 formando parte de la Junta Revolucionaria de Alicante y como presidente de la Junta de Instrucción Pública en 1869. Fue elegido diputado al Congreso por el distrito electoral de Elche en las elecciones generales de 1871 y agosto de 1872. Durante el gobierno de Manuel Ruiz Zorrilla fue subsecretario de la presidencia y votó a favor de la ilegalización de la Asociación Internacional de Trabajadores (AIT). En 1880 firmó el Manifiesto a favor del nuevo Partido Progresista Demócrata.